# Savarona
Die Savarona ist 1931 mit 136 Metern Länge eine der größten Dampfyachten, die für eine Privatperson gebaut wurde. Vom Stapel lief das Schiff in der Hamburger Schiffswerft Blohm & Voss.

## Geschichte
Gebaut wurde die Savarona 1931 für die US-amerikanische Erbin Emily Roebling Cadwallader, eine Enkelin von John Augustus Roebling, dem Erbauer der Brooklyn Bridge, zum Preis von 4 Mio. Dollar. Das Schiff war zum Zeitpunkt der Ablieferung die größte Yacht ihrer Art. Sie wurde nach einem Schwarzschwan (beheimatet im Indischen Ozean) benannt und war die zweite von drei aufeinanderfolgenden Yachten mit dem Namen Savarona. Die Erstbesitzerin nutzte das Schiff einige Jahre auf weltweiten Reisen, dabei lief die Savarona jedoch niemals US-amerikanische Häfen an, in denen die Besitzerin Einfuhrzölle hätte bezahlen müssen.
1934 figurierte die Savarona im deutschen Science-Fiction-Film Gold von Karl Hartl, mit Hans Albers, Brigitte Helm und Lien Deyers.
1938 wurde die Yacht an die türkische Regierung veräußert, die sie dem todkranken Staatsoberhaupt Mustafa Kemal Atatürk zum Geschenk machte. Dieser verbrachte sechs Wochen auf dem Schiff, bevor er verstarb. Während der Jahre des Zweiten Weltkriegs und danach bis 1951 lag die Yacht aufgelegt in der Kanlıca Bucht am Bosporus, danach wurde sie zum Ausbildungsschiff Güneş Dil umgebaut. Durch ein Feuer in der türkischen Marineakademie im Jahre 1979 wurde das Schiff beschädigt und lag daraufhin erneut für rund zehn Jahre auf.
1989 erwarb der türkische Geschäftsmann Kahraman Sadıkoğlu die Güneş Dil und ließ sie auf der Werft Tuzla Shipyards nahe Istanbul umfassend renovieren. Bei der Wiederherstellung wurden die Dampfturbinen durch neue Dieselmotoren ersetzt. Heute dient die Savarona als Charteryacht im Mittelmeerraum (Kennung: IMO 5314810).

## Entwurf
Der Schiffsentwurf wurde durch William Francis Gibbs des traditionsreichen New Yorker Schiffbaubüros Gibbs & Cox  in Zusammenarbeit mit Diana Yacht Design ausgeführt. Die heutige Einrichtung des Schiffes stammt von Donald Starkey Design. Eines der bemerkenswertesten Einrichtungsdetails ist ein knapp 86 Meter messendes Treppenhaus, das die Decks miteinander verbindet.